# Instinct de survie (film, 1955)
Pour les articles homonymes, voir Instinct de survie.
À ne pas confondre avec Le Jour où la Terre s'arrêta de Robert Wise, sorti en 1951.
Pour plus de détails, voir Fiche technique et Distribution.
Instinct de survie (Day the World Ended) est un film américain réalisé par Roger Corman, sorti en 1955.

## Synopsis
Le monde a été détruit par une guerre nucléaire. Tony Lamont et Ruby, pris dans une tempête de poussière, tentent d'atteindre le ranch isolé de Rick et Louise Maddison. Jim, le père de Louise, refuse de les laisser entrer car il n'y a assez de nourriture que pour trois personnes. Mais Tony s'introduit dans la maison. Devant le fait accompli, Jim finit par les accueillir. Il leur fait changer de vêtements et se laver à l'eau pure. 
Pendant ce temps, Rick a trouvé une victime des rayonnements, Radek, qui est très mal en point. Mais contre toute attente, Radek se remet très vite et montre un comportement anormal. Il ne semble pas manger mais se montre très en forme. Bien vite, il apparaît que Radek est un mutant, qui chasse pour sa survie et se nourrit de lapins crus. Il se montre même cannibale en dévorant un vieux prospecteur réfugié dans une mine. 
Les survivants tentent d'éliminer Radek. Mais il n'est pas le seul mutant à rôder. Leur situation empire jusqu'à ce que le miracle tombe du ciel. La pluie, redevenue pure, élimine les radiations chez les mutants.

## Fiche technique
- Titre original : Day the World Ended
- Titre français : Instinct de survie[1]
- Réalisation : Roger Corman
- Scénario : Lou Rusoff
- Production : Roger Corman et Alex Gordon
- Budget : 96 000 dollars (72 800 euros)
- Musique : Ronald Stein
- Photographie : Jockey Arthur Feindel
- Montage : Ronald Sinclair
- Décors : Harry Reif
- Pays d'origine : États-Unis
- Format : Noir et blanc - 2,00:1 - Mono - 35 mm
- Genre : Horreur et science-fiction
- Durée : 79 minutes
- Date de sortie : 
  - États-Unis : décembre 1955
  - France : décembre 1958[1]

## Distribution
- Richard Denning : Rick
- Lori Nelson : Louise Maddison
- Adele Jergens : Ruby
- Mike Connors : Tony Lamont
- Paul Birch : Jim Maddison
- Raymond Hatton : Pete
- Paul Dubov : Radek
- Jonathan Haze : le contaminé
- Paul Blaisdell : le mutant

## Production

### Tournage
Le tournage, d'une durée de neuf jours, s'est déroulé à Los Angeles.

## Autour du film
- Larry Buchanan réalisa le remake In the Year 2889 en 1967.